# BAFTA-díj a legjobb vágásnak
A legjobb vágásért járó BAFTA-díjat a Brit Film- és Televíziós Akadémia 1970 óta adja át.

## Díjazottak és jelöltek
(A díjazottak félkövérrel vannak jelölve)

### 2020-as évek
- 2025: Konklávé – Nick Emerson
  - Anora – Sean Baker
  - Dűne: Második rész – Joe Walker
  - Emilia Pérez – Juliette Welfling
  - Kneecap – Julian Ulrichs és Chris Gill
- 2024: Oppenheimer – Jennifer Lame
  - Egy zuhanás anatómiája – Laurent Sénéchal
  - Érdekvédelmi terület – Paul Watts
  - Megfojtott virágok – Thelma Schoonmaker
  - Szegény párák – Jórgosz Mavropszaridisz
- 2023: Minden, mindenhol, mindenkor – Paul Rogers
  - A sziget szellemei – Mikkel E. G. Nielsen
  - Elvis – Jonathan Redmond, Matt Villa
  - Nyugaton a helyzet változatlan – Sven Budelmann
  - Top Gun: Maverick – Eddie Hamilton
- 2022: Nincs idő meghalni – Tom Cross és Elliot Graham
  - A lélek nyara – Joshua L. Pearson
  - Belfast – Úna Ní Dhonghaíle
  - Dűne – Joe Walker
  - Licorice Pizza – Andy Jurgensen
- 2021: A metál csendje – Mikkel E.G. Nielsen
  - A chicagói 7-ek tárgyalása – Alan Baumgarten
  - A nomádok földje – Chloé Zhao
  - Ígéretes fiatal nő – Frédéric Thoraval
  - Az apa – Yorgos Lamprinos
- 2020: Az aszfalt királyai – Michael McCusker és Andrew Buckland
  - Az ír – Thelma Schoonmaker
  - Jojo Nyuszi – Tom Eagles
  - Joker – Jeff Groth
  - Volt egyszer egy Hollywood – Fred Raskin

### 2010-es évek
- 2019: Alelnök – Hank Corwin
  - A kedvenc – Jorgosz Mavropszaridisz
  - Az első ember – Tom Cross
  - Bohém rapszódia – John Ottman
  - Roma – Alfonso Cuarón, Adam Gough
- 2018: Nyomd, Bébi, nyomd! – Jonathan Amos és Paul Machliss
  - Dunkirk – Lee Smith
  - A víz érintése – Sidney Wolinsky
  - Három óriásplakát Ebbing határában – Jon Gregory
  - Szárnyas fejvadász 2049 – Joe Walker
- 2017: A fegyvertelen katona – John Gilbert
  - A régi város – Jennifer Lame
  - Éjszakai ragadozók – Joan Sobel
  - Érkezés – Joe Walker
  - Kaliforniai álom – Tom Cross
- 2016: Mad Max – A harag útja – Margaret Sixel
  - A nagy dobás – Hank Corwin
  - A visszatérő – Stephen Mirrione
  - Kémek hídja – Michael Kahn
  - Mentőexpedíció – Pietro Scalia
- 2015: Whiplash – Tom Cross
  - Birdman avagy (A mellőzés meglepő ereje) – Douglas Crise, Stephen Mirrione
  - Éjjeli féreg – John Gilroy
  - A Grand Budapest Hotel – Barney Pilling
  - Kódjátszma – William Goldenberg
  - A mindenség elmélete – Jinx Godfrey
- 2014: Hajsza a győzelemért – Daniel P. Hanley, Mike Hill
  - 12 év rabszolgaság – Joe Walker
  - Phillips kapitány – Christopher Rouse
  - Gravitáció – Alfonso Cuarón, Mark Sanger
  - A Wall Street farkasa – Thelma Schoonmaker
- 2013: Az Argo-akció – William Goldenberg
  - Django elszabadul – Fred Raskin
  - Pi élete – Tim Squyres
  - Skyfall – Stuart Baird
  - Zero Dark Thirty - A Bin Láden hajsza – Dylan Tichenor, William Goldenberg
- 2012: Senna – Gregers Sall, Chris King
  - The Artist – A némafilmes – Anne-Sophie Bion, Michel Hazanavicius
  - Suszter, szabó, baka, kém – Dino Jonsater
  - Drive – Gázt! – Mat Newman
  - A leleményes Hugo – Thelma Schoonmaker
- 2011: Social Network – A közösségi háló – Angus Wall, Kirk Baxter
  - 127 óra – Jon Harris
  - Fekete hattyú – Andrew Weisblum
  - Eredet – Lee Smith
  - A király beszéde – Tariq Anwar
- 2010 - A bombák földjén – Bob Murawski és Chris Innis
  - Avatar – Stephen E. Rivkin, John Refoua és James Cameron
  - Becstelen brigantyk – Sally Menke
  - Egek ura – Dana E. Glauberman
  - District 9 – Julian Clarke

### 2000-es évek
- 2009 - Gettómilliomos – Chris Dickens
  - Elcserélt életek – Joel Cox és Gary D. Roach
  - Benjamin Button különös élete – Kirk Baxter és Angus Wall
  - A sötét lovag –Lee Smith
  - Frost/Nixon – Daniel P. Hanley és Mike Hill
  - Erőszakik – Jon Gregory
- 2008 - A Bourne-ultimátum - Christopher Rouse
  - Amerikai gengszter - Pietro Scalia
  - Vágy és vezeklés - Paul Tothill
  - Michael Clayton - John Gilroy
  - Nem vénnek való vidék - Joel és Ethan Coen Roderick Jaynes néven
- 2007 - A United 93-as - Clare Douglas, Christopher Rouse, Richard Pearson
  - Bábel - Stephen Mirrione, Douglas Crise
  - A tégla - Thelma Schoonmaker
  - Casino Royale - Stuart Baird
  - A királynő - Lucia Zucchetti
- 2006 - Az elszánt diplomata - Claire Simpson
  - Ütközések - Hughes Winborne
  - Brokeback Mountain – Túl a barátságon - Geraldine Peroni és Dylan Tichenor
  - Jó estét, jó szerencsét! - Stephen Mirrione
  - La Marche de l'empereur - Sabine Emiliani
- 2005 - Egy makulátlan elme örök ragyogása - Valdís Óskarsdóttir
  - Aviátor - Thelma Schoonmaker
  - Collateral – A halál záloga - Jim Miller és Paul Rubell
  - Shi mian mai fu - Long Cheng
  - Vera Drake - Jim Clark
- 2004 - Elveszett jelentés - Sarah Flack
  - A Gyűrűk Ura: A Király visszatér - Jamie Selkirk
  - Hideghegy - Walter Murch
  - 21 gramm - Stephen Mirrione
  - Kill Bill 1. - Sally Menke
- 2003 - Cidade de Deus - Daniel Rezende
  - Chicago - Martin Walsh
  - New York bandái - Thelma Schoonmaker
  - Az órák - Peter Boyle
  - A Gyűrűk Ura: A két torony - Michael J. Horton
- 2002 - Mulholland Drive - Mary Sweeney
  - A Sólyom végveszélyben - Pietro Scalia
  - Moulin Rouge! - Jill Bilcock
  - A Gyűrűk Ura: A Gyűrű Szövetsége - John Gilbert
  - Amélie csodálatos élete - Hervé Schneid
- 2001 - Gladiátor - Pietro Scalia
  - Traffic - Stephen Mirrione
  - Tigris és sárkány - Tim Squyres
  - Erin Brockovich – Zűrös természet - Anne V. Coates
  - Billy Elliot - John Wilson
- 2000 - Amerikai szépség -  Tariq Anwar és Christopher Greenbury
  - Mátrix - Zach Staenberg
  - Hatodik érzék - Andrew Mondshein
  - A John Malkovich menet - Eric Zumbrunnen

### 1990-es évek
- 1999 - Szerelmes Shakespeare - David Gamble
  - Ryan közlegény megmentése - Michael Kahn
  - Elizabeth - Jill Bilcock
  - A Ravasz, az Agy és két füstölgő puskacső - Niven Howie
- 1998 - Szigorúan bizalmas -  Peter Honess
  - Titanic - Conrad Buff, James Cameron és Richard A. Harris
  - Alul semmi - Nick Moore és David Freeman
  - Rómeó + Júlia - Jill Bilcock
- 1997 - Az angol beteg -  Walter Murch
  - Fargo - Joel és Ethan Coen
  - Evita - Gerry Hambling
  - Ragyogj - Pip Karmel
- 1996 - Közönséges bűnözők -  John Ottman
  - Apolló 13 - Mike Hill és Daniel P. Hanley
  - Babe - Marcus D'Arcy, Jay Friedkin
  - György király - Tariq Anwar
- 1995 - Féktelenül - John Wright
  - Forrest Gump - Arthur Schmidt
  - Négy esküvő és egy temetés - Jon Gregory
  - Ponyvaregény - Sally Menke
- 1994 - Schindler listája -  Michael Kahn
  - A szökevény - Dennis Virkler, David Finfer, Dean Goodhill, Don Brochu, Richard Nord és Dov Hoenig
  - Célkeresztben - Anne V. Coates
  - Zongoralecke - Veronika Jenet
- 1993 - JFK – A nyitott dosszié - Joe Hutshing és Pietro Scalia
  - A játékos - Geraldine Peroni
  - Cape Fear – A rettegés foka - Thelma Schoonmaker
  - Szellem a házban - Andrew Marcus
  - Kötelező táncok - Jill Bilcock
- 1992 - The Commitments - Gerry Hambling
  - Farkasokkal táncoló - Neil Travis
  - A bárányok hallgatnak - Craig McKay
  - Thelma és Louise - Thom Noble
- 1991 - Nagymenők - Thelma Schoonmaker
  - Bűnök és vétkek - Susan E. Morse
  - Dick Tracy - Richard Marks
  - Cinema Paradiso - Mario Morra
- 1990 - Lángoló Mississippi - Gerry Hambling
  - Veszedelmes viszonyok - Mick Audsley
  - Holt költők társasága - William M. Anderson
  - Esőember - Stu Linder

### 1980-as évek
- 1989 - Végzetes vonzerő - Michael Kahn és Peter E. Berger
  - A hal neve: Wanda - John Jympson
  - Az utolsó császár - Gabriella Cristiani
  - Roger nyúl a pácban - Arthur Schmidt
- 1988 - A szakasz - Claire Simpson
  - Kiálts a szabadságért - Lesley Walker
  - Remény és dicsőség - Ian Crafford
  - A rádió aranykora - Susan E. Morse
- 1987 - Misszió - Jim Clark
  - Hannah és nővérei - Susan E. Morse
  - Mona Lisa - Lesley Walker
  - Szoba kilátással - Humphrey Dixon
- 1986 - Amadeus - Nena Danevic és Michael Chandler 
  - Vissza a jövőbe - Arthur Schmidt és Harry Keramidas
  - A Chorus Line - John Bloom
  - Witness - Thom Noble
- 1985 - Gyilkos mezők - Jim Clark
  - Another Country - Gerry Hambling
  - Indiana Jones és a végzet temploma - Michael Kahn
  - Under Fire - John Bloom és Mark Conte
- 1984 - Flashdance - Bud S. Smith és Walt Mulconery
  - A komédia királya - Thelma Schoonmaker
  - Local Hero - Michael Bradsell
  - Zelig - Susan E. Morse
- 1983 - Eltűntnek nyilvánítva -  Françoise Bonnot
  - Szárnyas fejvadász - Terry Rawlings
  - E. T., a földönkívüli - Carol Littleton
  - Gandhi - John Bloom
- 1982 - Dühöngő bika -  Thelma Schoonmaker 
  - Tűzszekerek - Terry Rawlings
  - A francia hadnagy szeretője - John Bloom
  - Az elveszett frigyláda fosztogatói - Michael Kahn
- 1981 - Mindhalálig zene -  Alan Heim 
  - Az elefántember - Anne V. Coates
  - A hírnév - Gerry Hambling
  - Kramer kontra Kramer - Gerald B. Greenberg
- 1980 - A szarvasvadász -  Peter Zinner
  - A nyolcadik utas: a Halál - Terry Rawlings
  - Apokalipszis most - Richard Marks, Walter Murch, Gerald B. Greenberg és Lisa Fruchtman
  - Manhattan - Susan E. Morse

### 1970-es évek
- 1979 - Éjféli Express -  Gerry Hambling
  - Harmadik típusú találkozások - Michael Kahn
  - Júlia - Walter Murch
  - Star Wars Episode IV: Új remény - Paul Hirsch, Marcia Lucas és Richard Chew
- 1978 - Annie Hall -  Ralph Rosenblum és Wendy Greene Bricmont 
  - Hálózat - Alan Heim
  - Rocky - Richard Halsey
  - A híd túl messze van - Antony Gibbs
- 1977 - Száll a kakukk fészkére -  Richard Chew, Lynzee Klingman és Sheldon Kahn
  - Az elnök emberei - Robert L. Wolfe
  - Taxisofőr - Marcia Lucas, Tom Rolf és Melvin Shapiro
  - Marathon Man - Jim Clark
- 1976 - Kánikulai délután -  Dede Allen
  - A Keresztapa II. - Peter Zinner, Barry Malkin, és Richard Marks
  - A cápa - Verna Fields
  - Rollerball - Antony Gibbs
- 1975 - Magánbeszélgetések -  Walter Murch, Richard Chew
  - Kínai negyed - Sam O'Steen
  - Gyilkosság az Orient Expresszen - Anne V. Coates
  - A három testőr, avagy a királyné gyémántjai - John Victor-Smith
- 1974 - A Sakál napja -  Ralph Kemplen
  - Charley Varrick - Frank Morriss
  - Don't Look Now -Graeme Clifford
  - The National Health - Ralph Sheldon
- 1973 - Francia kapcsolat -  Gerald B. Greenberg
  - Kabaré - David Bretherton
  - Mechanikus narancs - Bill Butler
  - Deliverance - Tom Priestley
- 1972 - Vasárnap, átkozott vasárnap -  Richard Marden
  - Hegedűs a háztetőn - Antony Gibbs, Robert Lawrence
  - Performance - Antony Gibbs
  - Taking Off - John Carter
- 1971 - Butch Cassidy és a Sundance kölyök -  John C. Howard, Richard C. Meyer
  - MASH - Danford B. Greene
  - Ryan lánya - Norman Savage
  - A lovakat lelövik, ugye? - Fredric Steinkamp
- 1970 - Éjféli cowboy - Hugh A. Robertson
  - Bullitt - Frank P. Keller
  - Váltson jegyet a háborúba! - Kevin Connor
  - Z, avagy egy politikai gyilkosság anatómiája - Françoise Bonnot

### 1960-as évek
- 1969 - Diploma előtt -  Sam O'Steen
  - A könnyűlovasság támadása - Kevin Brownlow
  - Oliver! - Ralph Kemplen
  - Rómeó és Júlia - Reginald Mills

## Szakirodalom
- Walter Murch: Egyetlen szempillantás alatt. Gondolatok a filmvágásról. (Szerzőifilmes Könyvtár 1. kötet; Francia Új Hullám Kiadó, Bp., 2010.)

## Külső hivatkozások
- BAFTA hivatalos oldal